# Célestin Gaombalet
Célestin Leroy Gaombalet, né le 1er janvier 1942 à Grimari (Oubangui-Chari) et mort le 19 décembre 2017 à Agen,, est un homme d'État centrafricain. Premier ministre du 12 décembre 2003 au 11 juin 2005, il a ensuite présidé l'Assemblée nationale jusqu'au coup d'État de Michel Djotodia en 2013.

## Biographie

### Carrière professionnelle
Après avoir débuté dans la fonction publique et à l'Union douanière des États d'Afrique centrale (UDEAC), il dirige l'Union bancaire en Afrique centrale (UBAC) jusqu'à sa privatisation en 1981. Il sera ensuite affecté à la Banque de développement des États de l'Afrique centrale (BDEAC) à Brazzaville, avant de revenir à Bangui pour diriger la Banque populaire du Maroc (BPMC) dans les années 1990.